# 公园坡

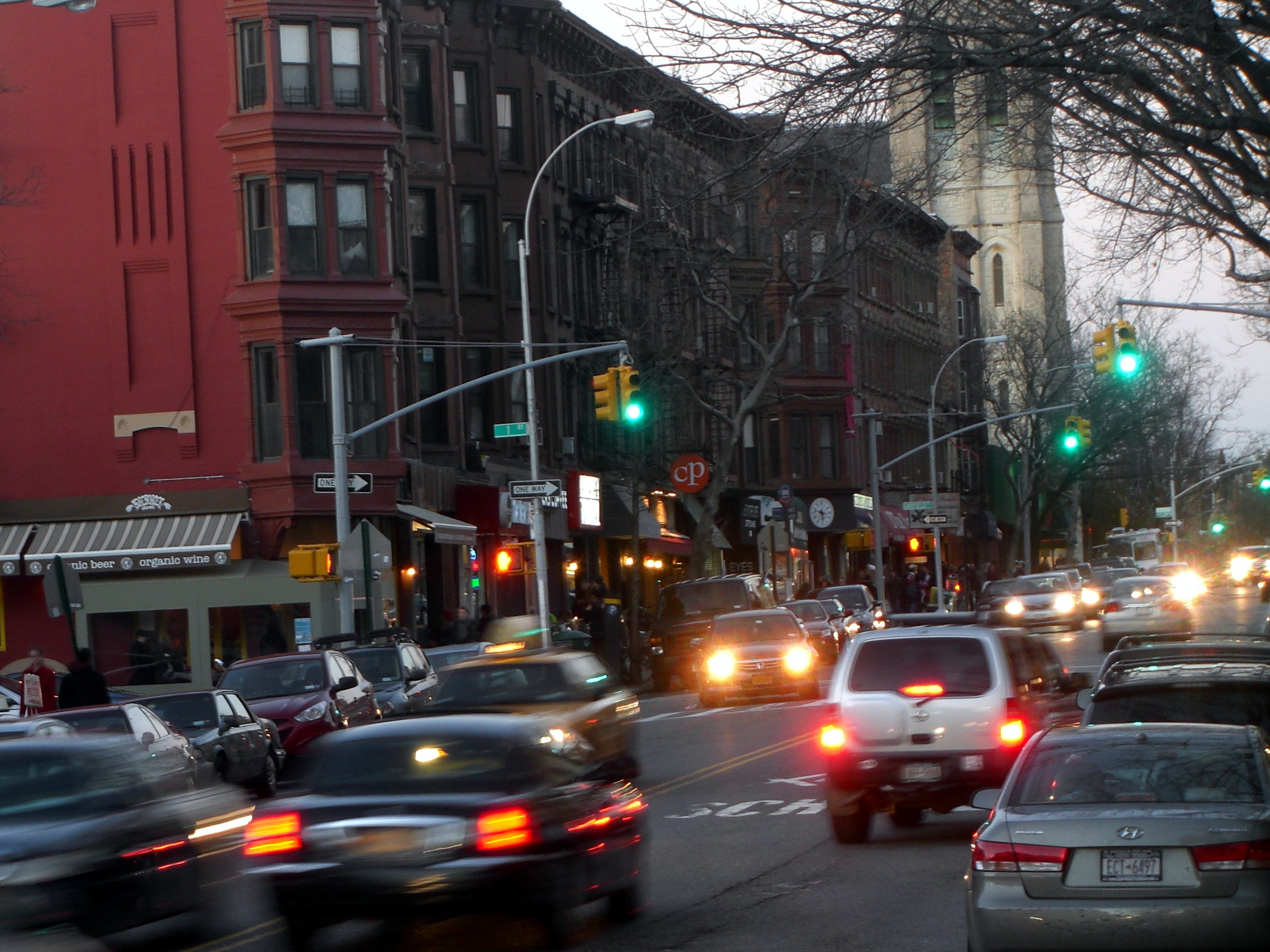
第七大道

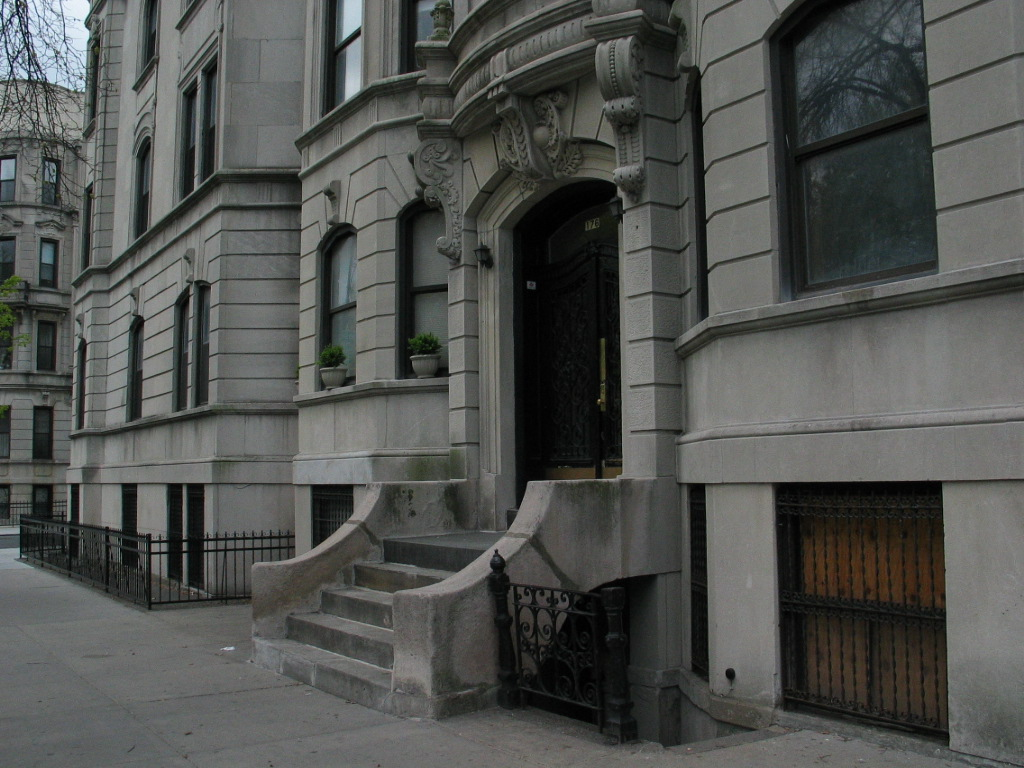

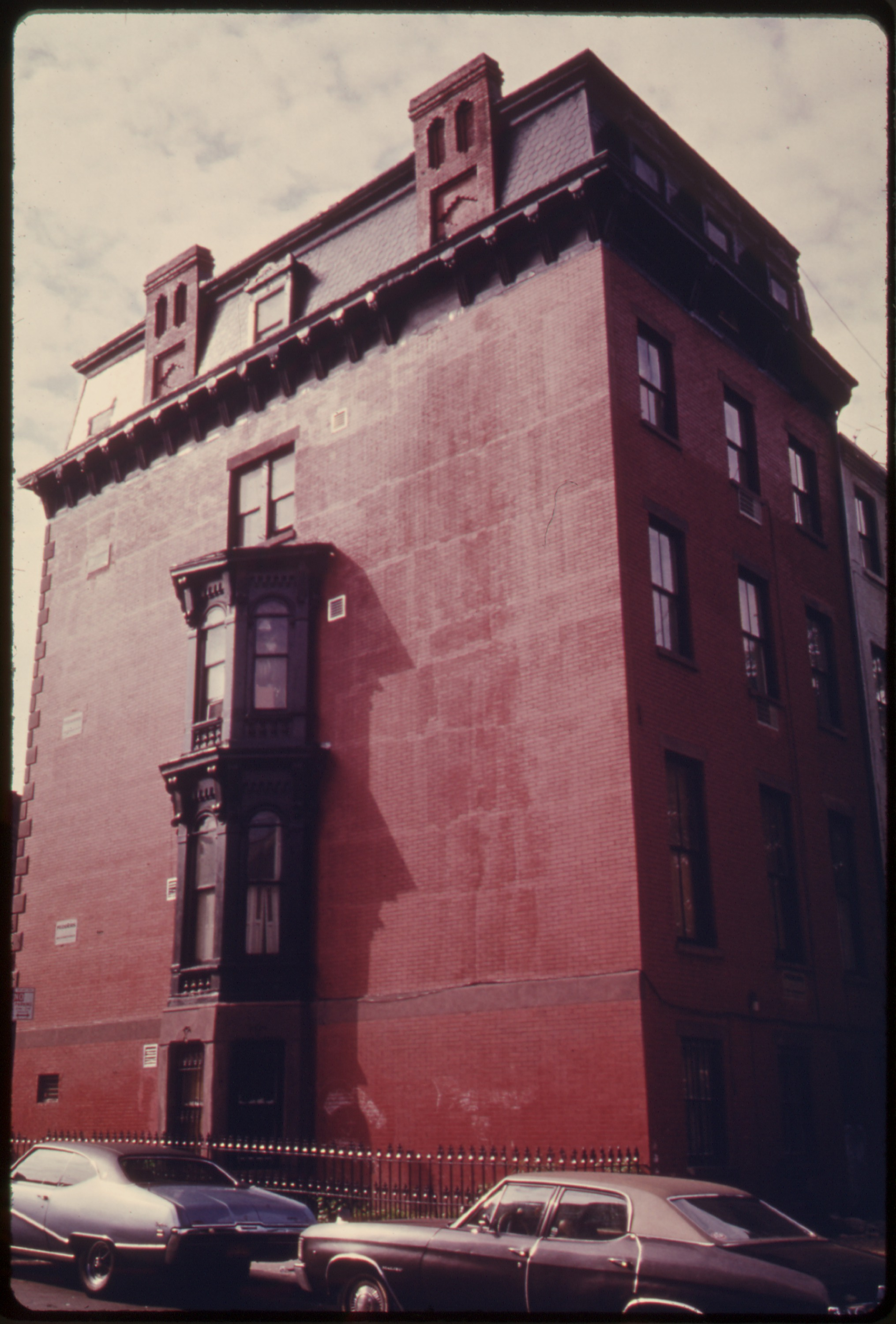

公园坡（英語：Park Slope）是美国纽约市布鲁克林西北部的一个社区，大致东到展望公园和展望公园西，西到第四大道，北到弗拉特布什大道，南到展望高速公路。一般来说，从弗拉特布什大道到加菲坊（Garfield Place）的部分称为“北坡”，从1街到9街的部分称为“中坡”，10街以南的部分称为“南坡”。 公园坡社区是因位于展望公园的西坡而得名。第五大道和第七大道是它的主要商业街，而其东西向的侧街上排列着公寓楼。
公园坡拥有历史建筑，顶级餐厅，酒吧和商店，以及展望公园、布鲁克林音乐学院、布鲁克林植物园、布鲁克林博物馆、中央图书馆，和布鲁克林公共图书馆公园坡分馆 社区的人口约为62,200人（2000年人口普查），人口密度约68,000 /平方英里，约26,000 /平方公里。
公园坡被认为是纽约市最理想的社区之一。 2010年，它被《纽约杂志》排名纽约第一，称赞其优质的公立学校，餐饮，夜生活，购物，公共交通，绿色空间，安全和创意资本等等。 2007年，美国规划协会称之为“美国最伟大的社区”之一，“由于其建筑和历史特征以及居民和企业的多样化组合，所有这些都得到了活跃和参与的市民的支持和保护。” 2006年12月，《自然之家》杂志称公园坡是美国十大最佳社区之一，评价标准包括：公园，绿地和社区聚集空间；农夫市场和社区花园；公共交通和本地企业；环境和社会政策。。

## 宗教
公园坡有各种各样的宗教机构或礼拜场所，包括许多教堂和犹太教堂，其中大多数是建成几十年的历史建筑。
“教堂”有：
- 万国浸信会（浸信会）
- 诸圣堂（圣公会）
- 客西马尼堂（长老会）
- 布鲁克林联合卫理公会恩典堂（卫理公会）
- 格林伍德浸信会（浸信会）
- 纪念浸信会（浸信会）
- 旧第一归正会（归正会）
- 公园坡联合卫理公会（卫理公会）
- 复活科普特天主教堂（科普特教会）
- 圣方济各沙勿略堂（天主教）
- 圣约翰堂（圣公会）
- 圣约翰-马太-以马内利堂（路德会）
- 圣母玛利亚堂（墨基特希腊礼天主教会）
- 圣救主堂（天主教）
- 圣汤玛斯·阿奎那堂 （天主教）
- 三一恩典堂（非教派）

在公园坡有大量犹太居民，相应也就有许多犹太会堂。除了许多犹太教堂，还有一个eruv，由公园坡的各个社区的成员赞助。
犹太会堂有：
- 公园坡犹太中心（保守派）[11]，14街和第八大道
- 雅各之子会堂（现代正统派）[12]， 9街401号
- 以罗欣之殿会堂（改革派）[13]，加菲坊27号; 这是布鲁克林最大的和历史最长的改革派犹太会堂
- 生命之声会堂（Kolot Chayeinu，无教派）[14]，第八大道1012号

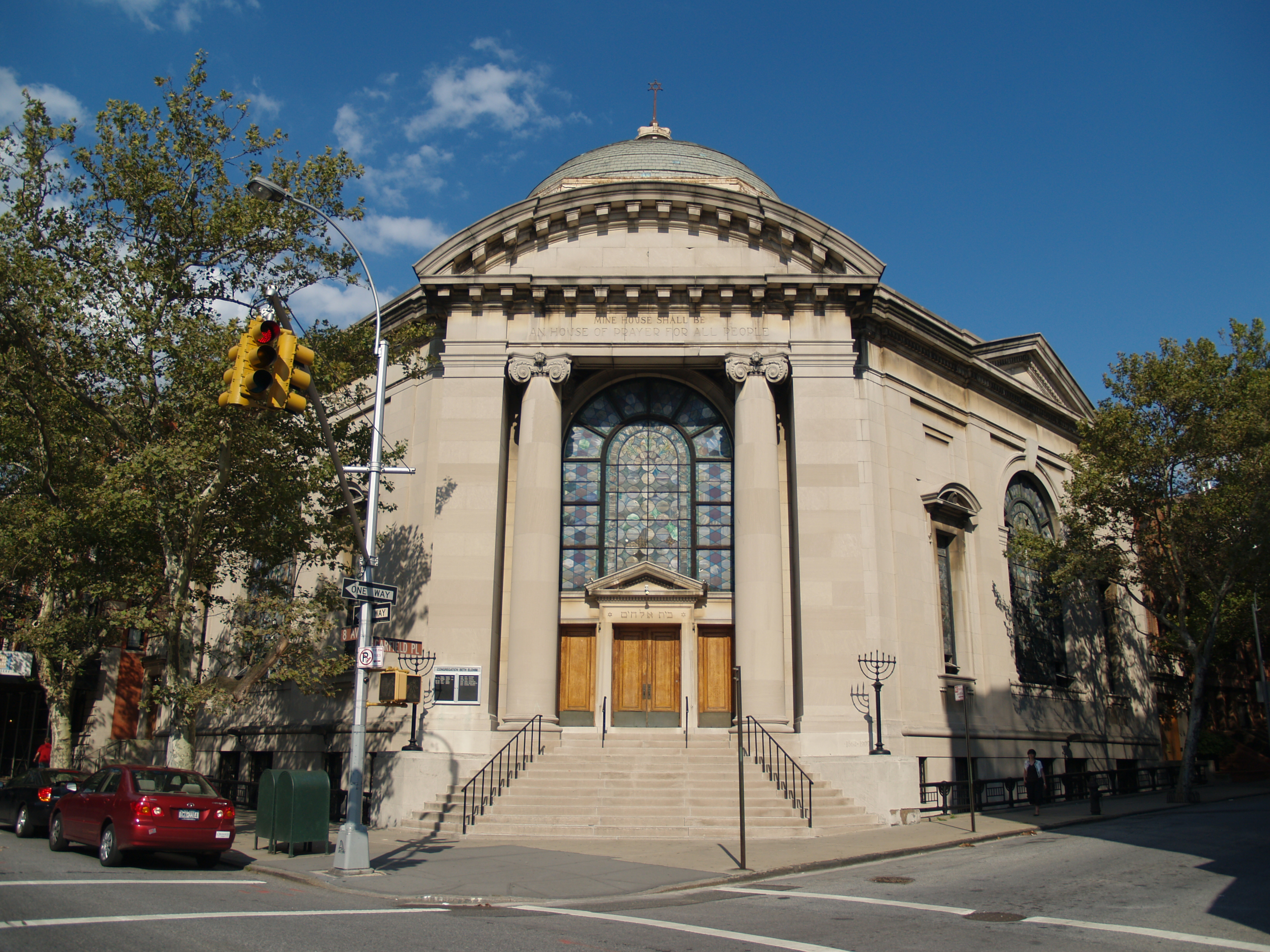
以罗欣之殿会堂
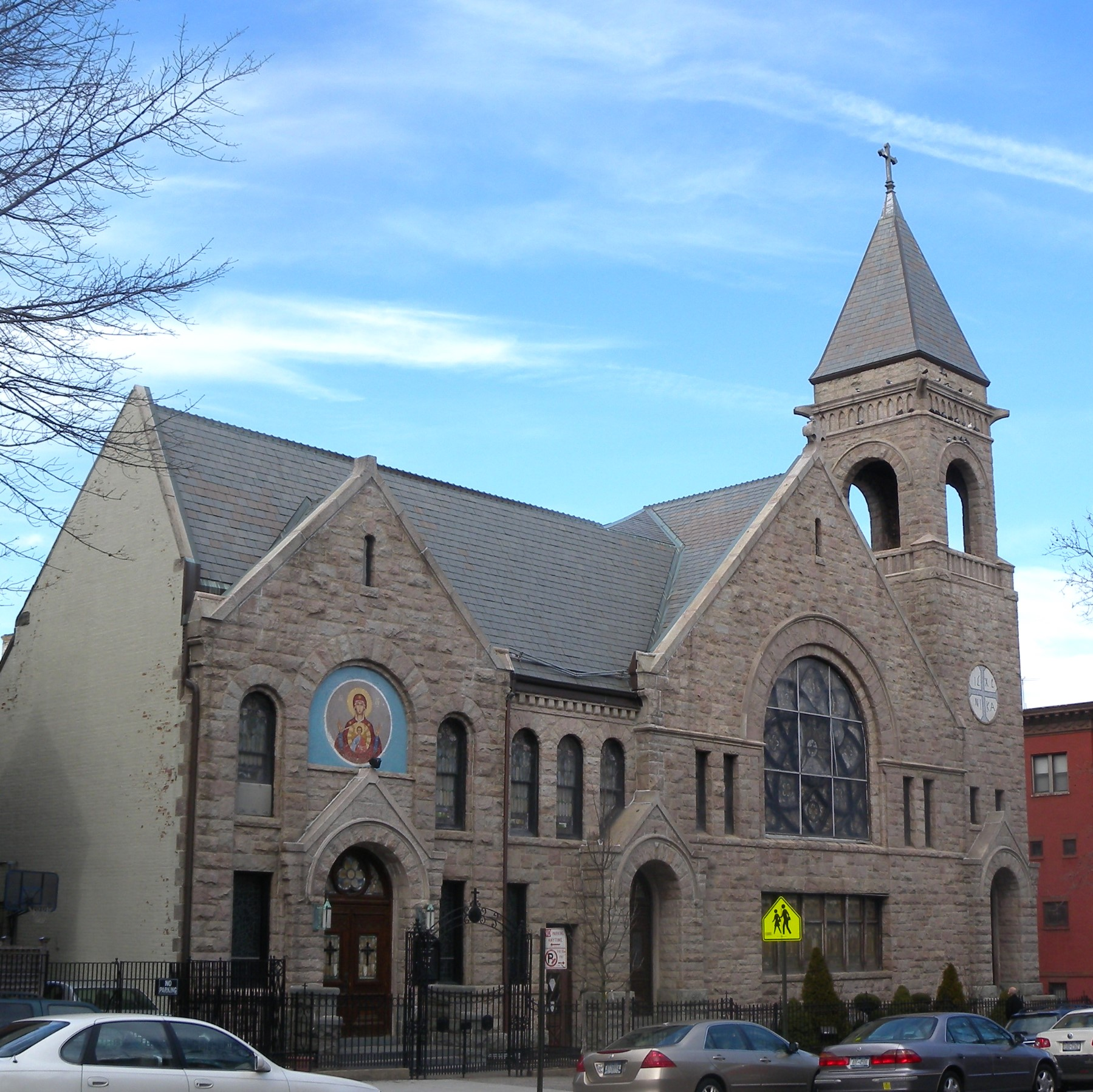
墨基特教会圣母玛利亚堂
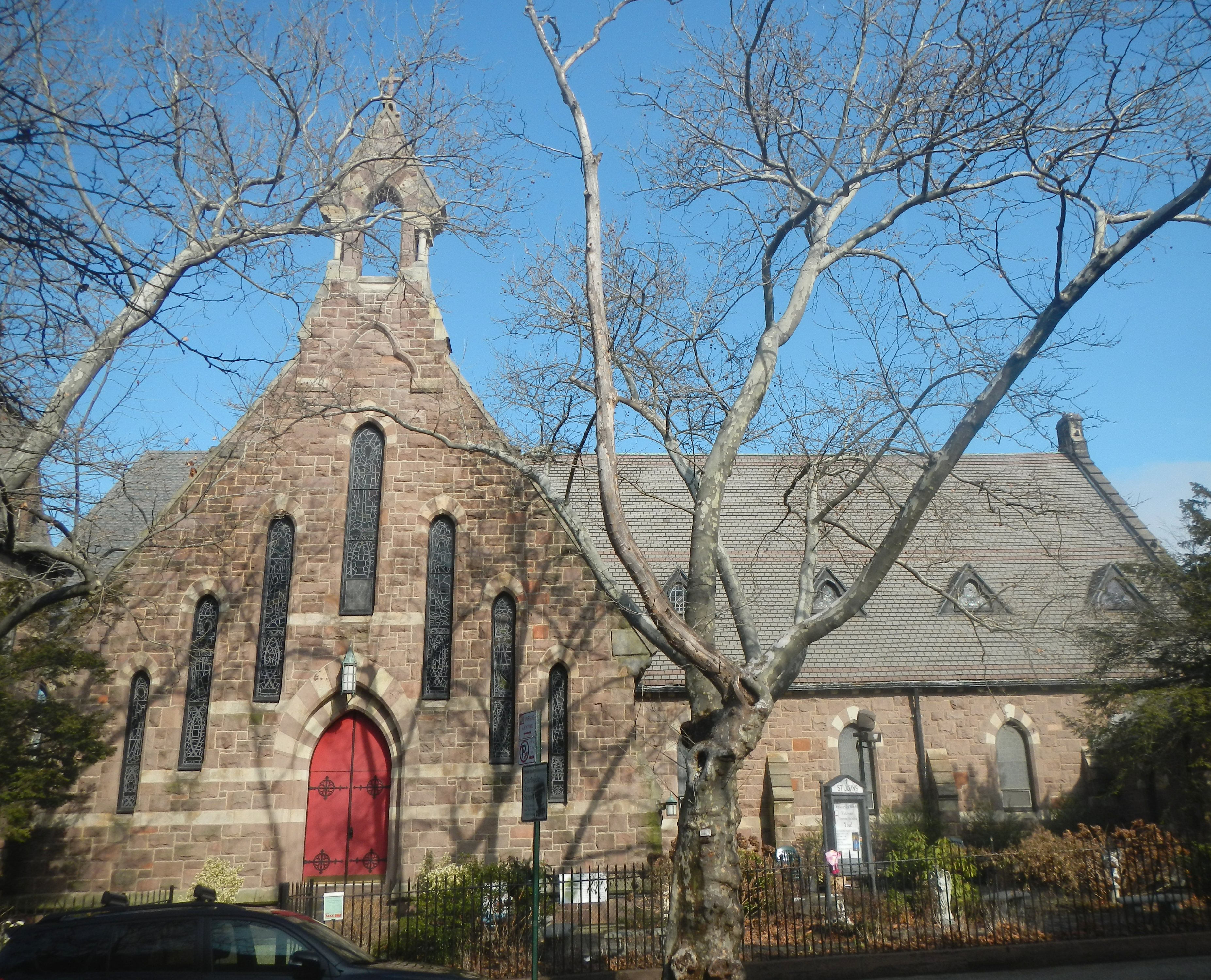
圣公会圣约翰堂
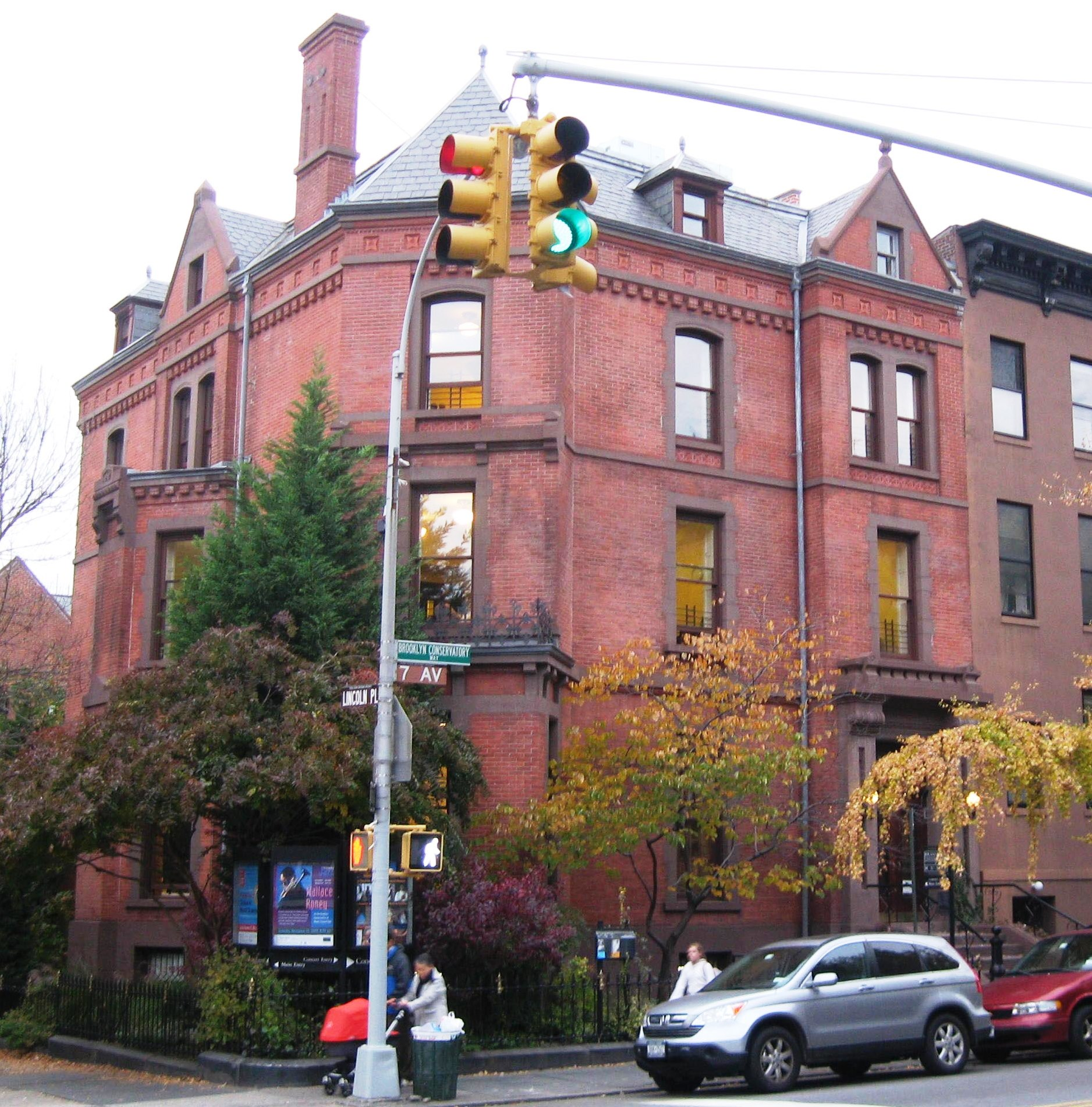
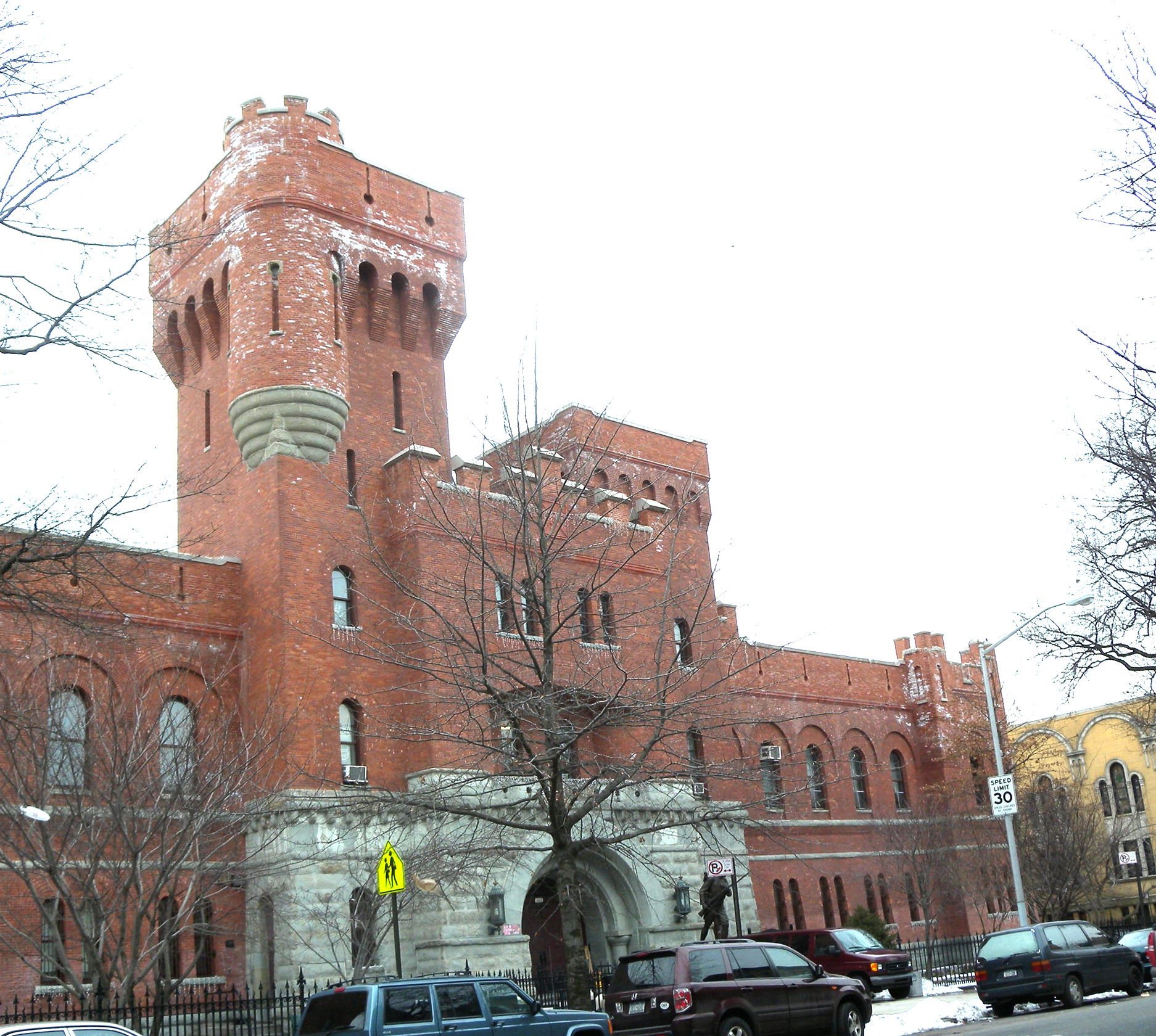
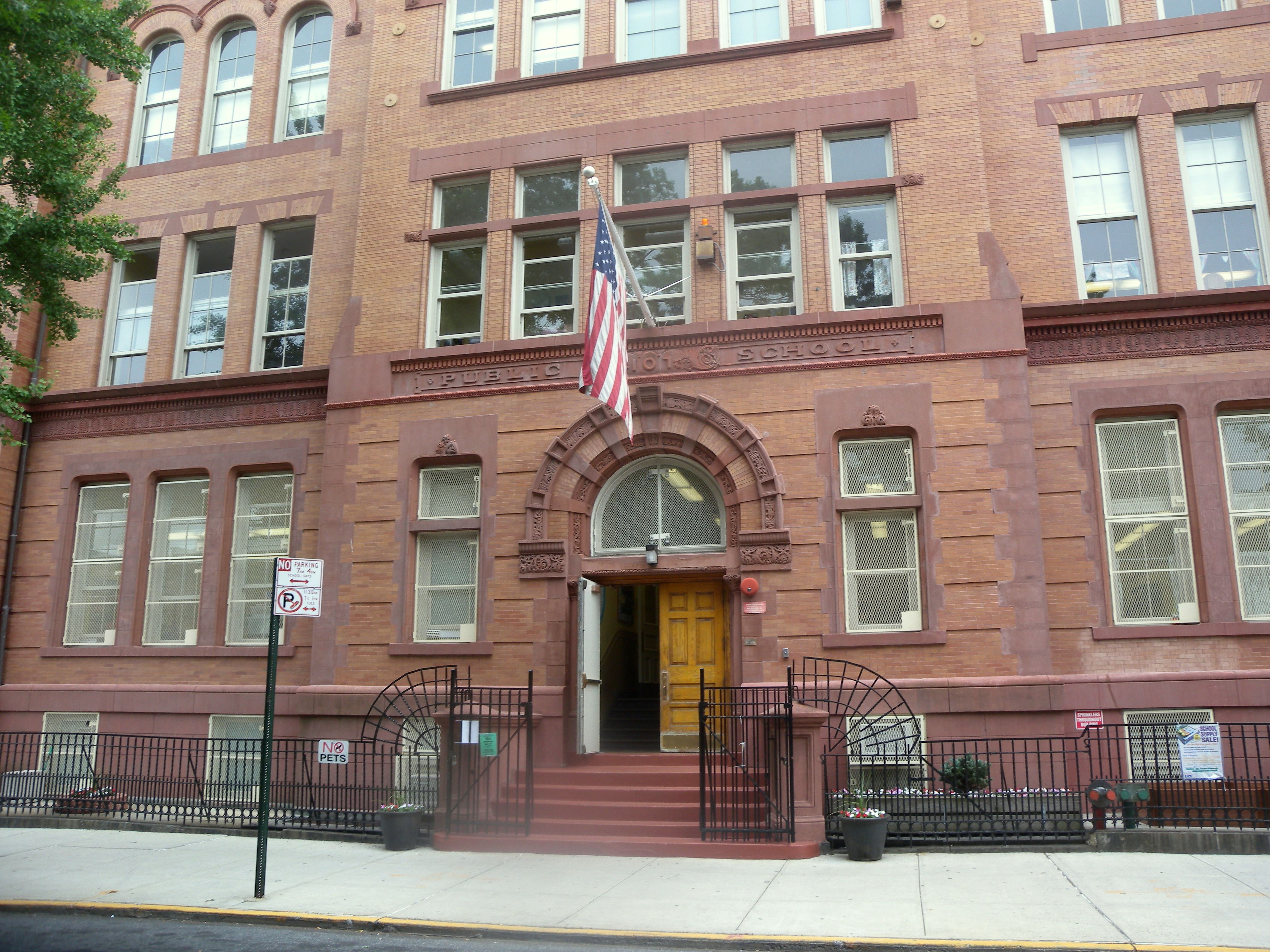